# Боббі Доллас
Роберт Г. Доллас (англ. Robert H. Dollas; 31 січня 1965, м. Монреаль, Канада) — канадський хокеїст, захисник.
Виступав за «Лаваль Вуазенс» (QMJHL), «Вінніпег Джетс», «Шербрук Канадієнс» (АХЛ), «Фредеріктор Експресс» (АХЛ), «Монктон Гокс» (АХЛ), «Галіфакс Цитаделс» (АХЛ), «Квебек Нордікс», «Детройт Ред-Вінгс», «Адірондак Ред-Вінгс» (АХЛ), «Майті-Дакс-оф-Анагайм», «Едмонтон Ойлерс», «Піттсбург Пінгвінс», «Лонг-Біч Айс-Догс» (ІХЛ), «Калгарі Флеймс», «Оттава Сенаторс», «Манітоба Мус» (ІХЛ), «Сан-Хосе Шаркс».
В чемпіонатах НХЛ — 645 матчів (42+96), у турнірах Кубка Стенлі — 47 матчів (2+1).
У складі національної збірної Канади учасник чемпіонату світу 1994 (8 матчів, 0+1). У складі молодіжної збірної Канади учасник чемпіонату світу 1985.
Досягнення
- Чемпіон світу (1994)
- Володар Кубка Колдера (1985, 1992)
- Переможець молодіжного чемпіонату світу (1985)

Нагороди
- Трофей Раймонда Легасе (1983)
- Нагорода Едді Шора (1994).